# Ryan Langerhans
Ryan David Langerhans (né le 20 février 1980 à San Antonio, Texas, États-Unis) est un ancien voltigeur des Ligues majeures de baseball.

## Biographie
Après des études secondaires à la Round Rock High School de Round Rock (Texas), Ryan Langerhans est drafté le 2 juin 1998 par les Braves d'Atlanta au troisième tour de sélection. Il signe son premier contrat professionnel le 28 juin 1998. 
Il passe quatre saisons en Ligues mineures avant d'effectuer ses débuts en Ligue majeure le 28 avril 2002.
Langerhans est transféré chez les Athletics d'Oakland le 29 avril 2007 puis rejoint les Nationals de Washington trois jours plus tard en retour de Chris Snelling.
Langerhans passe chez les Mariners de Seattle le 28 juin 2009 à la suite d'un échange contre Mike Morse.
En décembre 2011, il signe un contrat des ligues mineures avec les Angels de Los Angeles. Il ne dispute que deux parties avec les Angels durant la saison 2012 et rejoint les Blue Jays de Toronto le 18 décembre suivant.

## Statistiques
| Saison | Équipe     | G   | AB   | R   | H   | 2B | 3B | HR | RBI | SB | BA   |
| ------ | ---------- | --- | ---- | --- | --- | -- | -- | -- | --- | -- | ---- |
| 2002   | Atlanta    | 1   | 1    | 0   | 0   | 0  | 0  | 0  | 0   | 0  | .000 |
| 2003   | Atlanta    | 16  | 15   | 2   | 4   | 0  | 0  | 0  | 0   | 0  | .267 |
| 2005   | Atlanta    | 128 | 326  | 48  | 87  | 22 | 3  | 8  | 42  | 0  | .267 |
| 2006   | Atlanta    | 131 | 315  | 46  | 76  | 16 | 3  | 7  | 28  | 1  | .241 |
| 2007   | Atlanta    | 20  | 44   | 3   | 3   | 1  | 0  | 0  | 1   | 0  | .068 |
| 2007   | Oakland    | 2   | 4    | 0   | 0   | 0  | 0  | 0  | 0   | 0  | .000 |
| 2007   | Washington | 103 | 162  | 24  | 32  | 6  | 2  | 6  | 22  | 3  | .198 |
| 2008   | Washington | 73  | 111  | 17  | 26  | 5  | 2  | 3  | 12  | 2  | .234 |
| 2009   | Seattle    | 38  | 101  | 12  | 22  | 6  | 1  | 3  | 10  | 0  | .218 |
| 2010   | Seattle    | 60  | 107  | 16  | 21  | 2  | 1  | 3  | 4   | 4  | .196 |
| Totaux | Totaux     | 572 | 1186 | 168 | 271 | 58 | 12 | 31 | 119 | 10 | .228 |

| Saison | Équipe  | G | AB | R | H | 2B | 3B | HR | RBI | SB | BA   |
| ------ | ------- | - | -- | - | - | -- | -- | -- | --- | -- | ---- |
| 2005   | Atlanta | 4 | 12 | 1 | 4 | 1  | 0  | 0  | 0   | 1  | .333 |
| Totaux | Totaux  | 4 | 12 | 1 | 4 | 1  | 0  | 0  | 0   | 1  | .333 |

Note : G = Matches joués ; AB = Passages au bâton; R = Points ; H = Coups sûrs ; 2B = Doubles ; 3B = Triples ; 
HR = Coup de circuit ; RBI = Points produits ; SB = Buts volés ; BA = Moyenne au bâton.